# Kaitlin Sandeno

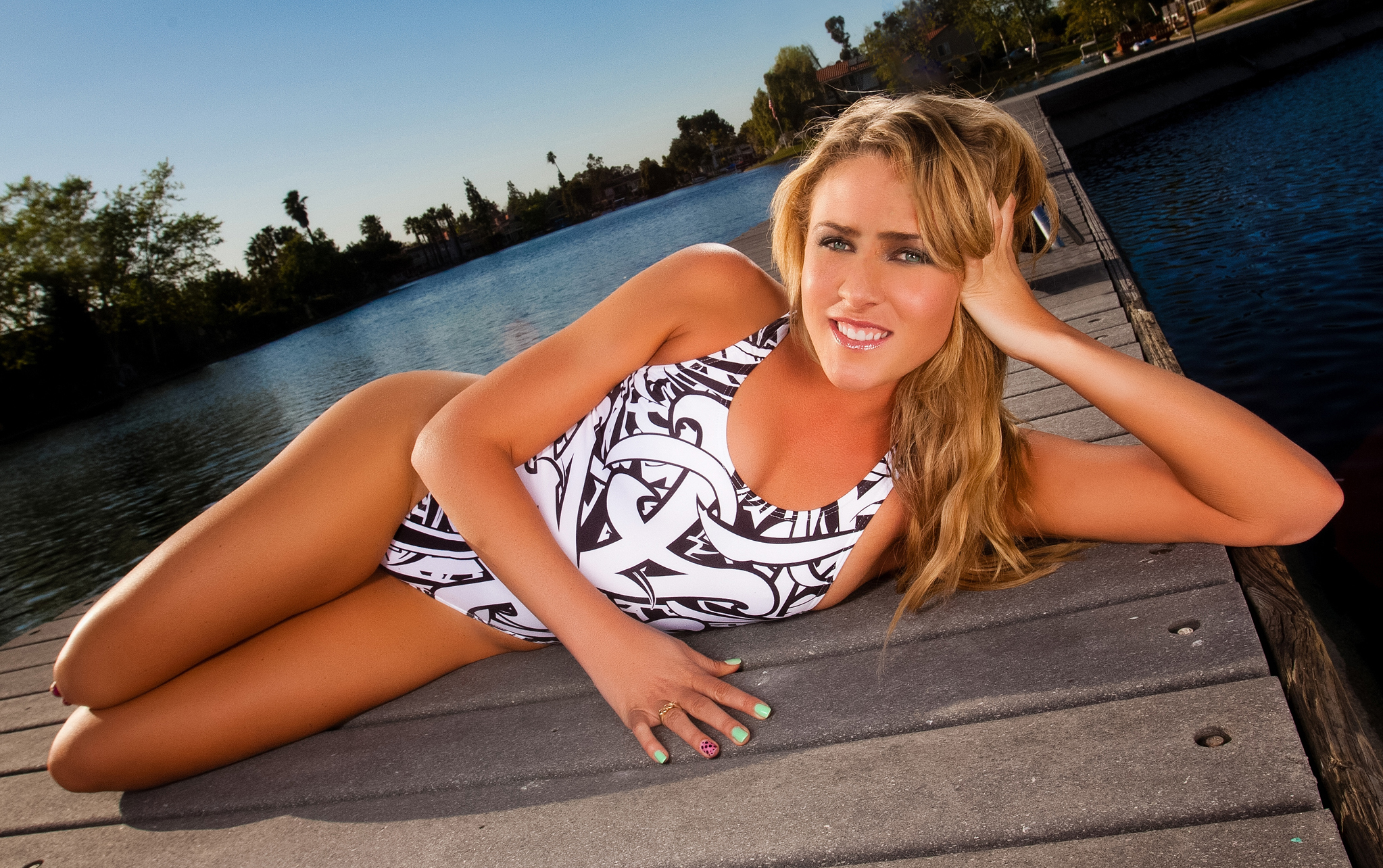
Kaitlin Sandeno 2012

Kaitlin Sandeno (* 13. März 1983 in Mission Viejo/Kalifornien) ist eine US-amerikanische Schwimmerin. Sandenos Spezialstrecken sind die langen Freistil- und Lagenstrecken. Sie lebt in Ann Arbor und trainiert im Team der University of Michigan.

## Erfolge
- Bronzemedaille bei den Olympischen Spielen 2000 in Sydney über 800 Meter Freistil, vierter Platz über 400 Meter Lagen
- Olympiasiegerin 2004 in Athen mit der US-amerikanischen 4-mal-200-Meter-Freistilstaffel in Weltrekordzeit, Silbermedaille über 400 Meter Lagen, Bronzemedaille über 400 Meter Freistil
- Weltmeisterin 2005 in Montreal mit der 4-mal-200-Meter-Freistilstaffel, Bronzemedaille über 400 Meter Lagen